# Josep Cortès i Servera
Josep Cortès i Servera (Sant Llorenç des Cardassar, 1951) és un escriptor i dibuixant mallorquí.
Va col·laborar amb la revista "Flor de Card" (1972-2012), que va dirigir des del 1977. En l'actualitat la revista s'ha transformat en un mitjà de comunicació digital "Card.cat". Com a dibuixant ha fet diverses exposicions: "Dibuixos i pintures", a Peguera (1973) i Sant Llorenç (1974); "Escultures" (1982), a Sant Llorenç; "Personatges populars" (1995), a Sant Llorenç i "Les possessions del terme" (2010), a Son Carrió i Sant Llorenç. Com a dibuixant ha il·lustrat "Història de Sant Llorenç I" (1981), de Ramon Rosselló; "La Bona Nova" (1989), del Col·lectiu de Preveres; "Gent de la nostra gent" (1995), de Guillem Pont i "Sons de Mallorca" (2009), de Pere Orpí. L'activitat de Josep Cortès s'ha centrat també en l'estudi de temes locals de caràcter esportiu, històric, etnològic i cultural.

## Obres
- Téntol: records d'un al·lot de poble d'abans del turisme (2002). Flor de Card, Col·lecció Es Pou Vell, núm. 6.
- Grup Ciclista Sa Poltrú. Els primers 10 anys (2005). Associació cultural Flor de Card.
- Sant Llorenç des Cardassar. Cronologia 1236-2007" (2008). Flor de Card, Col·lecció Es Pou Vell, numéro. 9.
- Sant Llorenç des Cardassar. Possessions, molins, pous, jaciments arqueològics... (2012). Flor de Card, Col·lecció Es Pou Vell, núm. 11.
- Banda de Música de Sant Llorenç (1887-2013). (2013). Flor de Card, Col·lecció Es Pou Vell, num. 13.
- Joan Sanxo Tous (1905-1978). Vida i obra d'un ideòleg del nacionalisme d'esquerra (2014).[2]
- Grup Ciclista Sa Poltrú II. Tira-tira, baix-baix paret (2015). Associació cultural Flor de Card.
- Un passeig per Son Torrella (2015). Edició particular.
- La Guerra Civil a Sant Llorenç. Republicans a sa Coma i a Son Carrió (2017). Documenta Balear. Col·lecció La Guerra Civil a Mallorca poble a poble.
- Grup Ciclista Sa Poltrú III. Noces d'argent (2020). Associació cultural Flor de Card.
- Flor de Card. Sa revista (1972-2012) (2021). Flor de Card, Col·lecció Es Pou Vell, num. 18.[3]
- Sant Llorenç des Cardassar 2021 (2022). Ajuntament de Sant Llorenç des Cardassar, Associació cultural Flor de Card.
- Antoni Soler, el Mallorquí, (1882-1920), Biografia d'un pistoler (2023). Documenta Balear.
- Del C.D. Descardazar al C.E. Cardassar, 1924-2024 (2024). Ajuntament de Sant Llorenç des Cardassar.
- Els contes de sa Blanquera (2024). Editorial Purpurina.